# معادله هیل

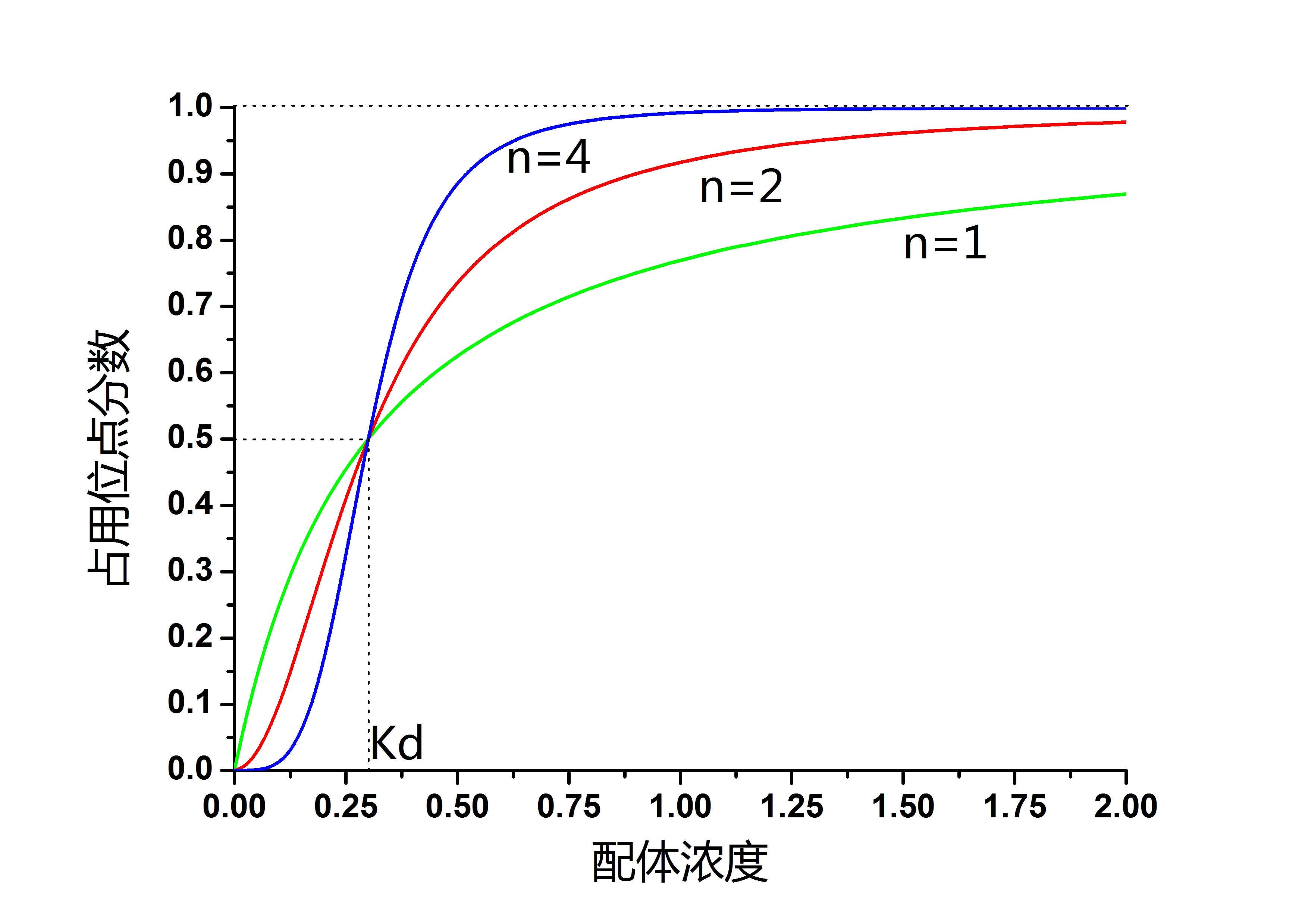
نمودار معادله هیل

اغلب در بیوشیمی اتصال یک لیگاند به یک ماکرومولکول اگر حضور لیگاندهای دیگر روی ماکرومولکولهای یکسان باشد، افزایش می‌یابد (آن را بعنوان Cooperative binding می‌شناسیم). ثابت هیل (Hill Coefficient) راهی برای محاسبه کمی این اثر فراهم می‌نماید. توصیف کسر ماکرومولکولهای اشباع شده توسط لیگاند به عنوان تابعی از غلظت لیگاند است که در تعیین درجه cooperative لیگاند متصل شده به آنزیم یا پذیرنده استفاده می‌شود که در اصل بوسیله آرچی بالد هیل (Archibald Hill) در ۱۹۱۰ برای توصیف منحنی اتصال اکسیژن سیگموئید (Sigmoidal) هموگلوبین فرموله شده بود. (۱)
ثابت یک نشان دهندهٔ اتصال کامل مستقل می‌باشد صرف نظر از اینکه چگونه بسیاری از لیگاندهای اضافی در حال حاضر متصل شده‌اند. عدد بزرگتر از یک نشاندهندهٔ Cooperative مثبت و  عدد کوچکتر از یک نیز حاکی از Cooperative منفی است. ثابت هیل (Hill) اکسیژن متصل شده به هموگلوبین ۳/۲ تا ۰/۳ است.
معادله هیل:
{\displaystyle \theta ={[L]^{n} \over K_{d}+[L]^{n}}={[L]^{n} \over (K_{A})^{n}+[L]^{n}}={1 \over ({K_{A} \over [L]})^{n}+1}}
{\displaystyle \theta } -  = کسر سایت‌های اشغال شده‌ای که لیگاند می‌تواند به سایتهای متصل شونده پروتئین پذیرنده، پیوند دهد.
{\displaystyle [L]} - = غلظت لیگاند آزاد (غیر پیوندی)
{\displaystyle K_{d}} - = ثابت تفکیک ظاهری مشتق شده از قانون فعالیت جرم (Law of mass action) (ثابت تعادل تفکیک)
{\displaystyle K_{A}} -  = غلظت لیگاندی که نیمی از آن را اشغال می‌کند (غلظت لیگاندی که نیمی از آن متصل شده‌اند.) در واقع این ثابت تفکیک میکروسکوپی است.
{\displaystyle n}  = ثابت هیل، توصیف کننده Cooperativety